# Puente de Castelvecchio
El puente de Castelvecchio (en italiano: Ponte di Castelvecchio), también conocido como puente Scaligero (en italiano: Ponte Scaligero), por la familia della Scala, es un puente fortificado medieval de Italia, un puente de mampostería en arcos sucesivos que cruza el río Adigio en la ciudad de Verona (en la región del Véneto), parte de la fortaleza de Castelvecchio, considerada la obra más audaz y admirable de la Edad Media veronesa. Su gran arco de una luz de 48,70 m fue en su tiempo el récord de apertura de un puente en arco.

## Historia

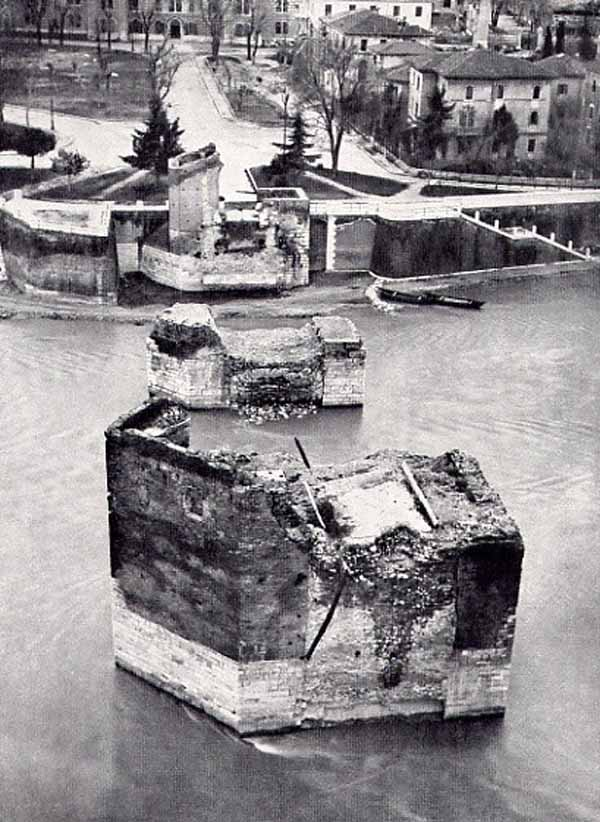
El puente tras la devastación de la Segunda Guerra Mundial

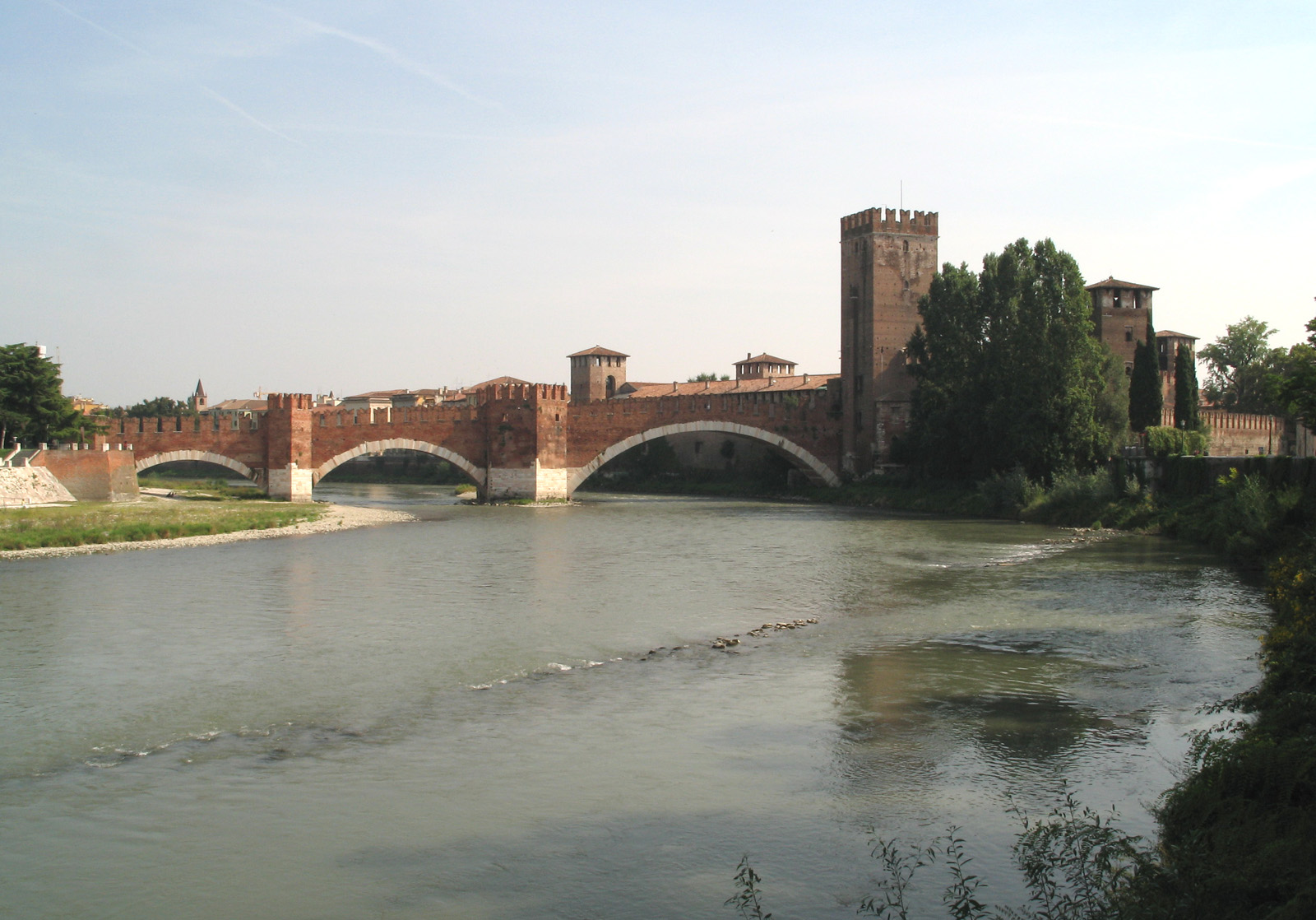
Las diferentes luces de los arcos del puente son extremadamente evidentes.

El puente fue construido entre 1354 y 1356 bajo la señoría de  Cangrande II della Scala (1332-1359), para asegurar a la fortaleza de la rocca di Castelvecchio  una ruta de escape hacia el Tirol —y finalmente refugiarse en Alemania, donde su familia política tenía grandes influencias: había sido yerno del emperador Luis IV de Baviera— en caso de que hubiera habido una revuelta de una de las facciones enemigas dentro de la ciudad. La robustez del puente le permitió pasar indemne cinco siglos de historia hasta que, en 1802, los franceses, siguiendo el tratado de Lunéville, cortaron la torre del lado de la campiña, de la era Visconti o veneciana, y eliminaron las almenas, como ya se había hecho anteriormente en las torres del castillo para disponer las baterías de cañones, usadas en la más triste noche de la Pascua veronesa (1797), reconstruidas por los austriacos en 1820 por orden del emperador Francisco I. El puente fue volado el 24 (o 25) de abril de 1945 por los alemanes que se retiraban, junto con todos los demás puentes de Verona, incluido el puente romano o puente Pietra.
Inmediatamente después de la guerra se decidió reconstruirlo junto con otros monumentos importantes de la ciudad perdidos durante la Segunda Guerra Mundial. Con el respaldo de la opinión pública y teniendo en cuenta que gran parte del puente se había conservado a pesar de las violentas explosiones, la Superintendencia de Verona, en la persona de  Piero Gazzola, decidió restablecer la situación antes de la explosión en lugar de construir un puente  ex novo. Para el proyecto de reconstrucción, Piero Gazzola hizo uso de la colaboración del ingeniero Alberto Minghetti para la parte técnica y del arquitecto Libero Cecchini para la parte artística.
Los primeros trabajos se iniciaron a finales de 1945 y consistieron en la recuperación de los restos del cauce del Adigio, mientras que en la segunda fase, que comenzó en 1949, los bloques de piedra que se encontraron intactos fueron reubicados en su posición original, gracias a la documentación fotográfica y el levantamiento hecho justo antes de la destrucción del puente Scala. Por otra parte, gracias al estudio del cromatismo de la piedra, se pudo determinar la cantera de la que se extrajeron los bloques en la Edad Media, situada en el territorio de San Giorgio di Valpolicella, de donde se extrajeron nuevas piedras que reemplazarían a las originales dañadas. El ladrillo original, constituido a partir de tierras diversas y de desiguales tamaños, provenía de diferentes hornos, y se decidió adquirir los que habían de reemplazarse de restos de las obras de demolición de edificios y de diferentes hornos de Verona y Mantúa.
Las tareas de reconstrucción finalmente acabaron el 20 de julio de 1951. En fase de construcción Libero Cecchini siguió la construcción de los anillos exteriores de los tres grandes arcos con mármol veronés procedente de la Valpolicella (rojo veronés, nube rosada, biancone) y de las estructuras almenadas superpuestas de ladrillo.

## Estructura

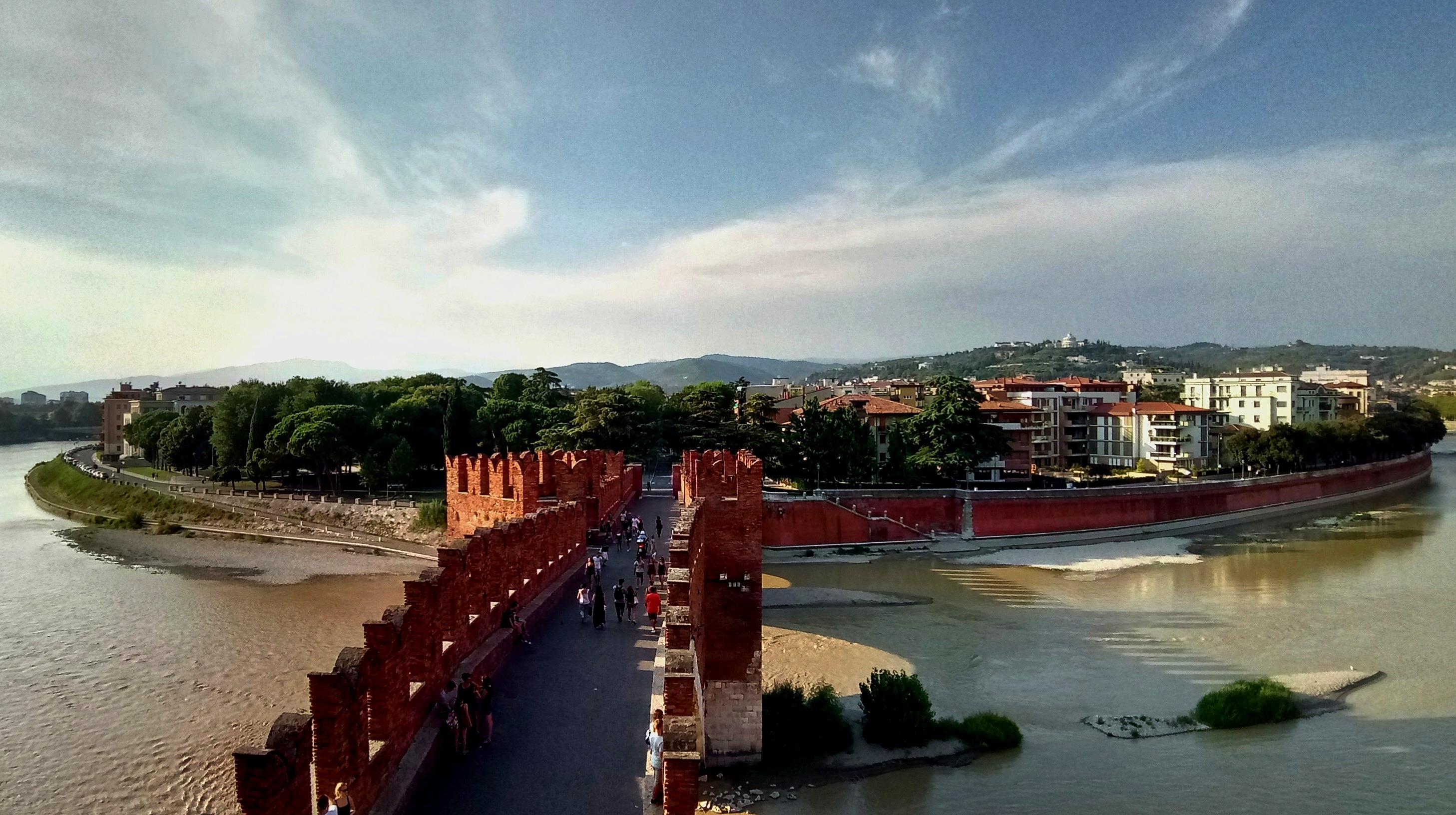
Vista elevada sobre el puente

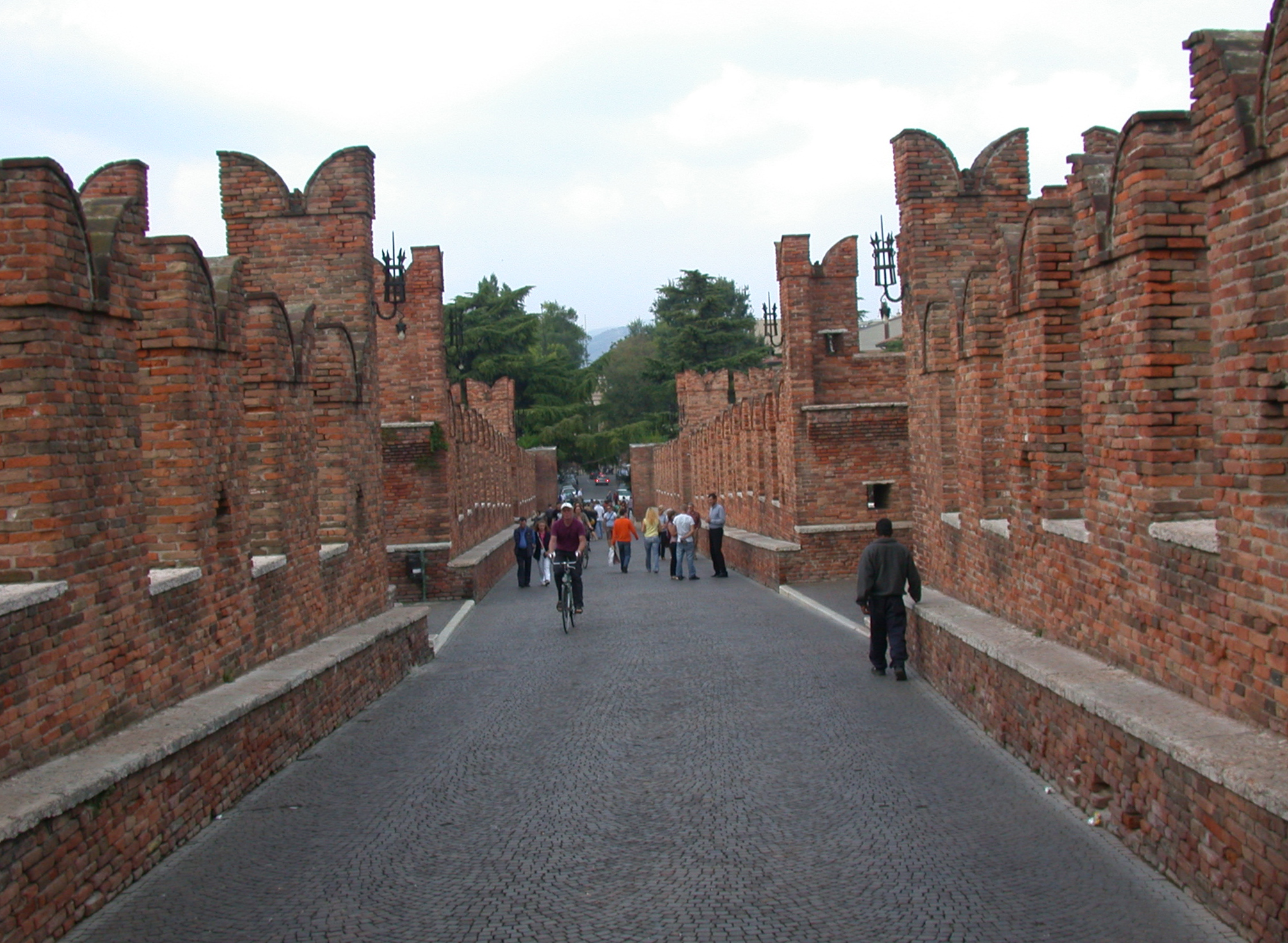
La calzada del puente

El puente está construido en ladrillo rojo (rojo veronés), como todos los monumentos medievales de la ciudad de Verona, con los arcos y las bases de las pilonas de mármol blanco. Se compone de tres arcos de radio creciente, apoyados en dos grandes pilonas pentagonales, en forma de  rostres en dirección aguas arriba, a fin de facilitar el paso del caudal del Adigio. La pilona mayor fue enriquecida con quince capiteles corintios y fragmentos de bajorrelieves romanos. El conjunto sirvió como una puerta fortificada que daba acceso a la ciudad a los viajeros del norte. 
El puente, perteneciente al complejo de Castelvecchio, resulta ser una obra atrevida para el período en el que fue construido, con arcos rebajados: el derecho tiene una luz de 48,69 m, mientras que los dos arcos menores tienen luces de 29,15 m y 24,11 m. Las dos pilonas tienen un ancho de 12,10 m y 6,30 m, y sus longitudes alcanzan los 19,40 m y los 17,30 m. La longitud total del puente es de 120 m. Las diferentes amplitudes de los arcos y las diferentes moles de las pilonas fueron estudiadas en relación con las diferentes fuerzas del agua en este meandro del río, de régimen muy irregular y con repentinas crecidas, lo que resultó en su forma nueva y gótica.
La base de las pilonas y los anillos de los arcos, y la parte inferior de la estructura, son de piedra, mientras que la parte restante del puente es de ladrillo, un material que caracteriza a todos los monumentos medievales veroneses. El camino a lo largo del puente, de más de ciento veinte metros de largo  y más de seis de ancho, está defendido por muros almenados en cola de milano, con paseos y hendiduras, así como una imponente torre hacia la ciudad y una torre, parcialmente eliminado por los franceses en el XIX, del lado de la campiña.
. Il percorso lungo il ponte, lungo oltre centoventi metri e largo oltre sei, è difeso da mura merlate a coda di rondine, con camminamenti e feritoie, oltre che dall'imponente mastio verso città e da una torre, parzialmente eliminata dai francesi nell'Ottocento, verso campagna.

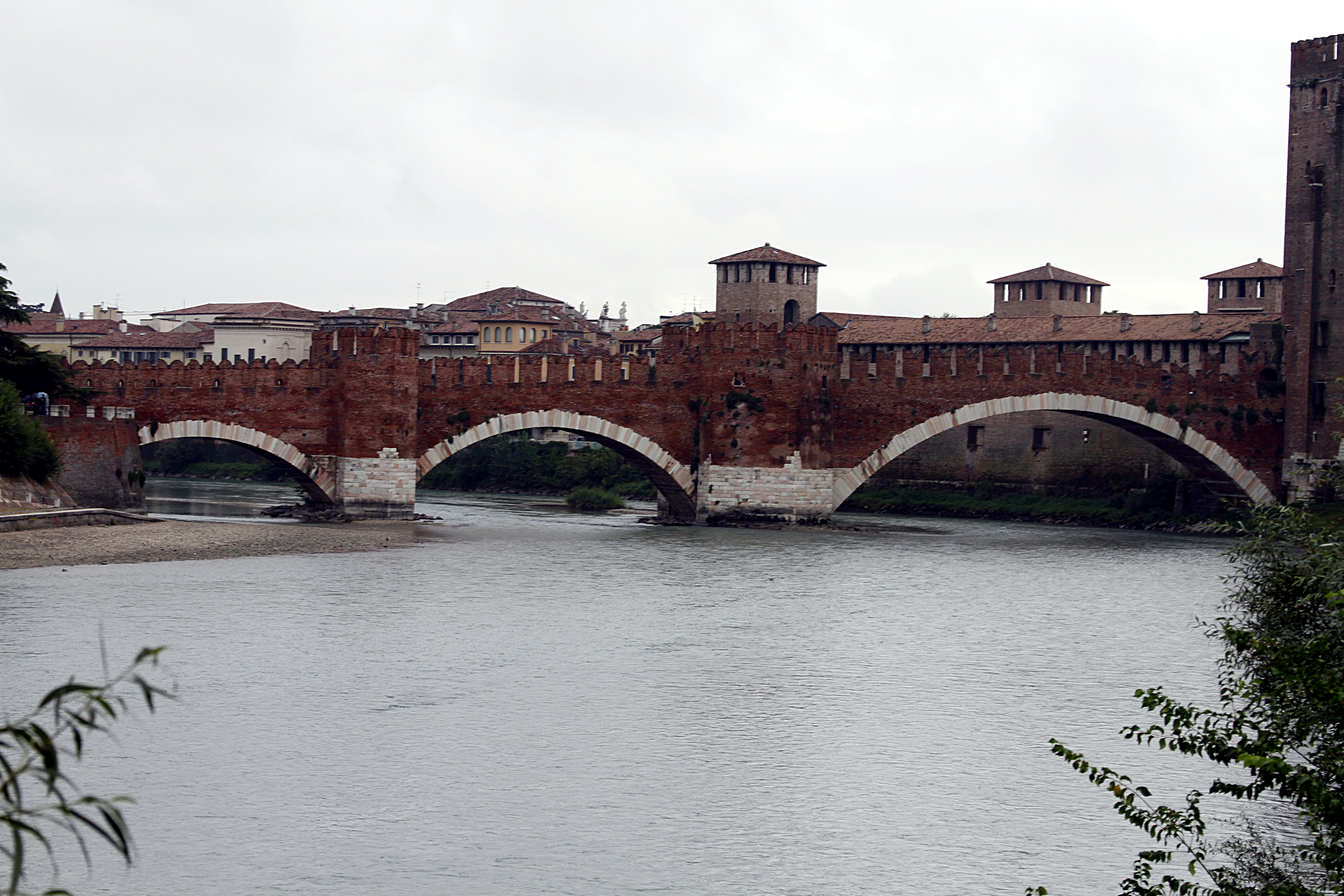
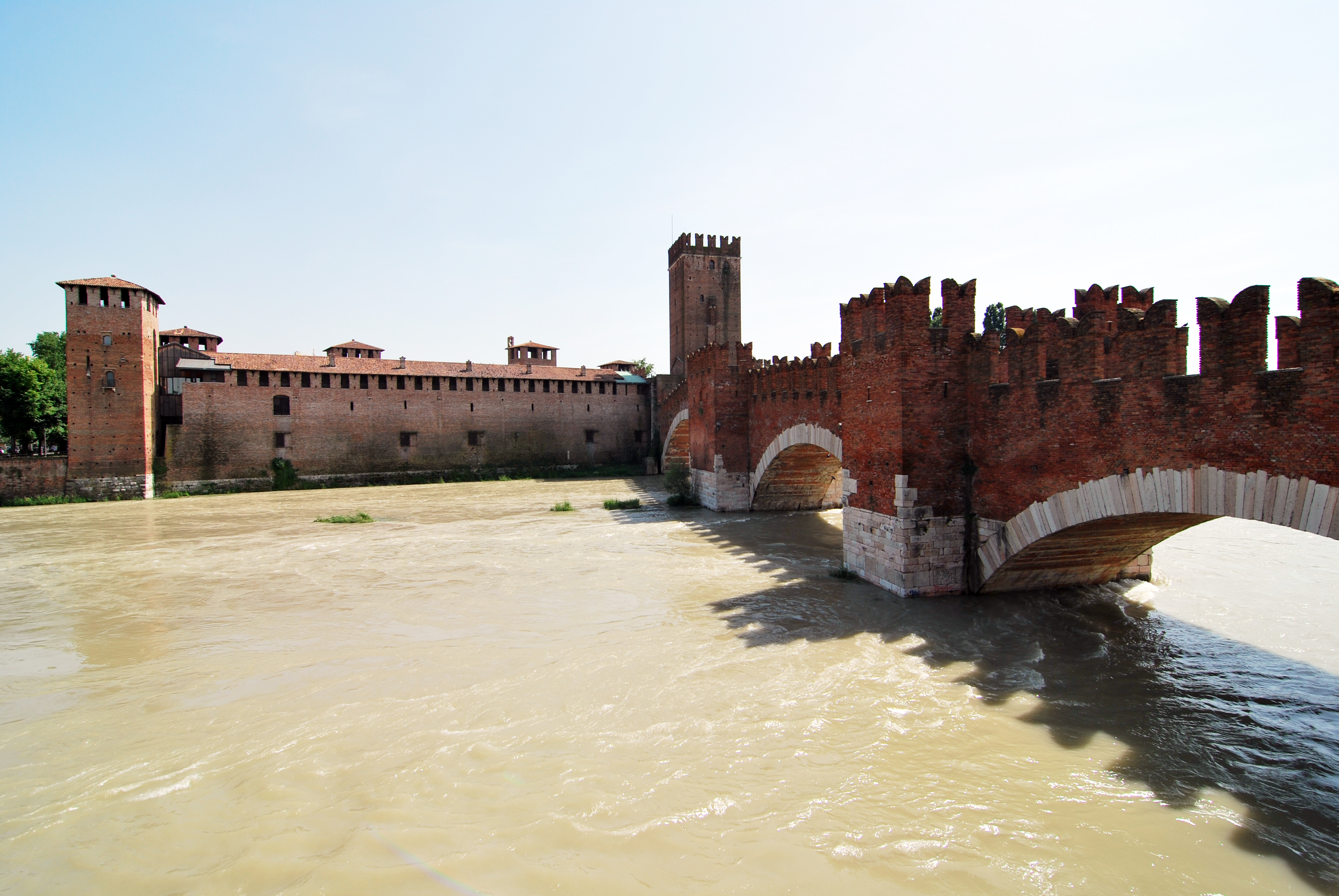
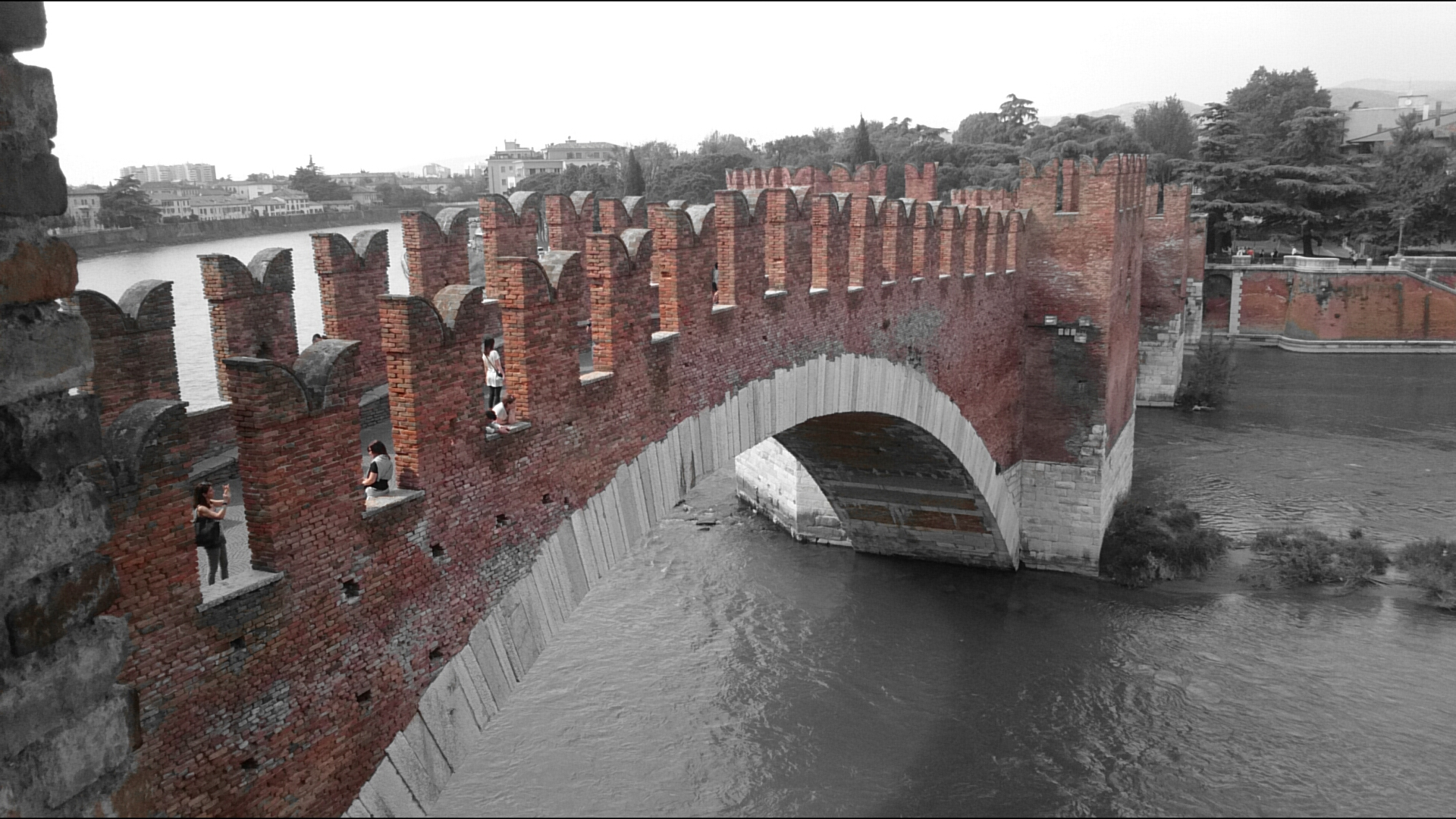
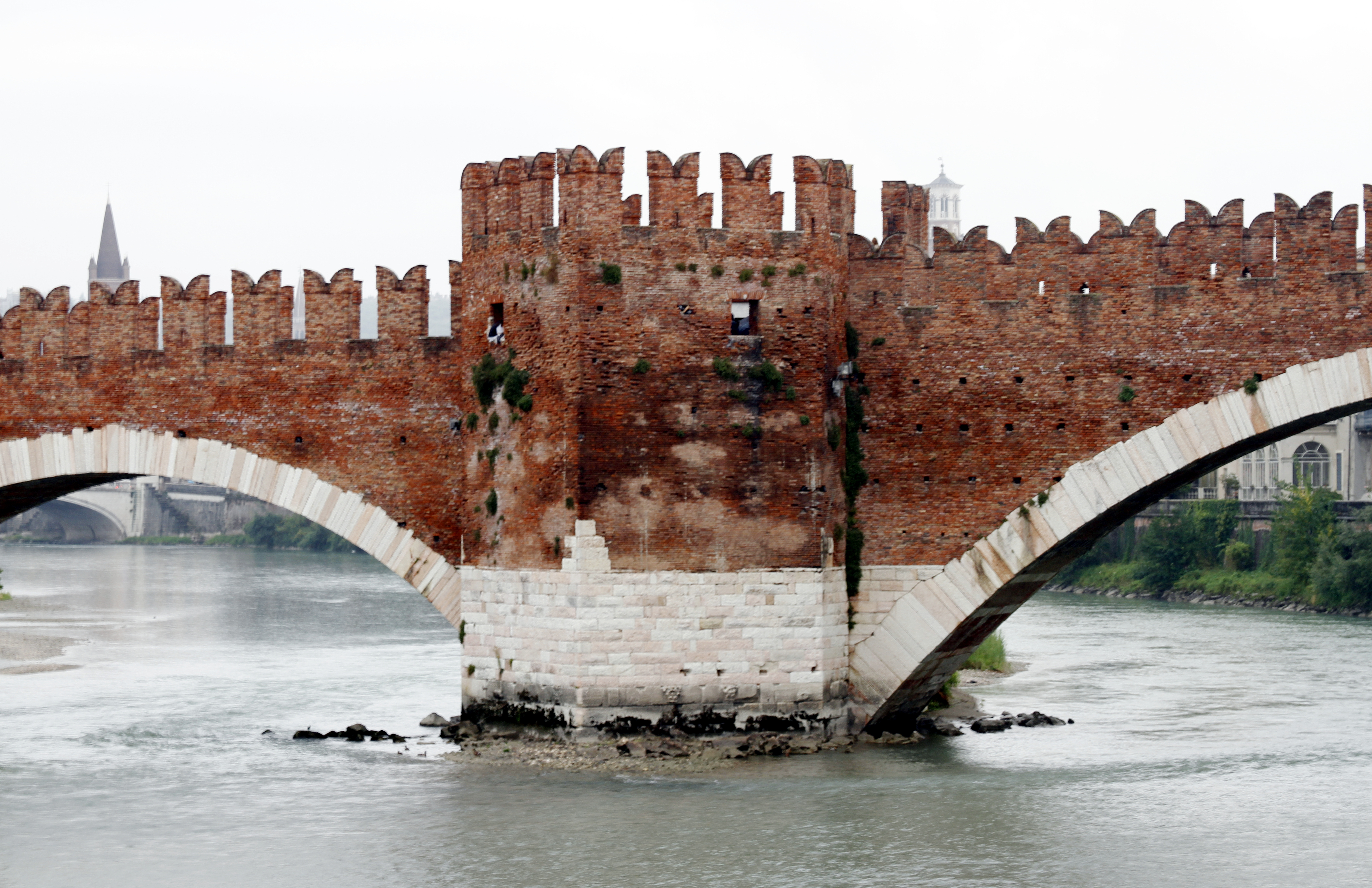

## Autoría
El nombre del constructor del puente no se conoce, pero un documento de 1495 (posterior por tanto en más de un siglo a su construcción) parece indicar a un cierto  Guglielmo Bevilacqua, protagonista, entre otras cosas, de una leyenda recogida por el  cronista Girolamo Dalla Corte en su Historia di Verona: Cangrande II della Scala habría donado a Bevilacqua la espada de san Martín, que había sido conservada hasta entonces en la iglesia homónima, que estaría entre los muros del Castelvecchio. Otra leyenda pretende que el arquitecto, muy inseguro de la solidez de su proyecto, dada la audacia de su diseño, habría preparado caballos en el lado norte para asegurar su escape en caso de un incidente en el momento del descimbrado.
Algunos estudiosos han planteado la hipótesis, basándose en las similitudes entre este puente y el llamado delle Navi, una autoría común, atribuida tanto a Giovanni da Ferrara como a Giacomo da Gozo.